# Kamień Krajeński (gmina)
Kamień Krajeński (1934-54 gmina Kamień) – gmina miejsko-wiejska w Polsce położona w województwie kujawsko-pomorskim, w powiecie sępoleńskim. W latach 1975–1998 gmina administracyjnie należała do województwa bydgoskiego.
Siedzibą gminy jest miasto Kamień Krajeński.
Według danych z 30 czerwca 2004 gminę zamieszkiwały 6904 osoby.

## Struktura powierzchni
Według danych z roku 2002 gmina Kamień Krajeński ma obszar 163,21 km², w tym:
- użytki rolne: 69%
- użytki leśne: 21%

Gmina stanowi 20,64% powierzchni powiatu.

## Demografia

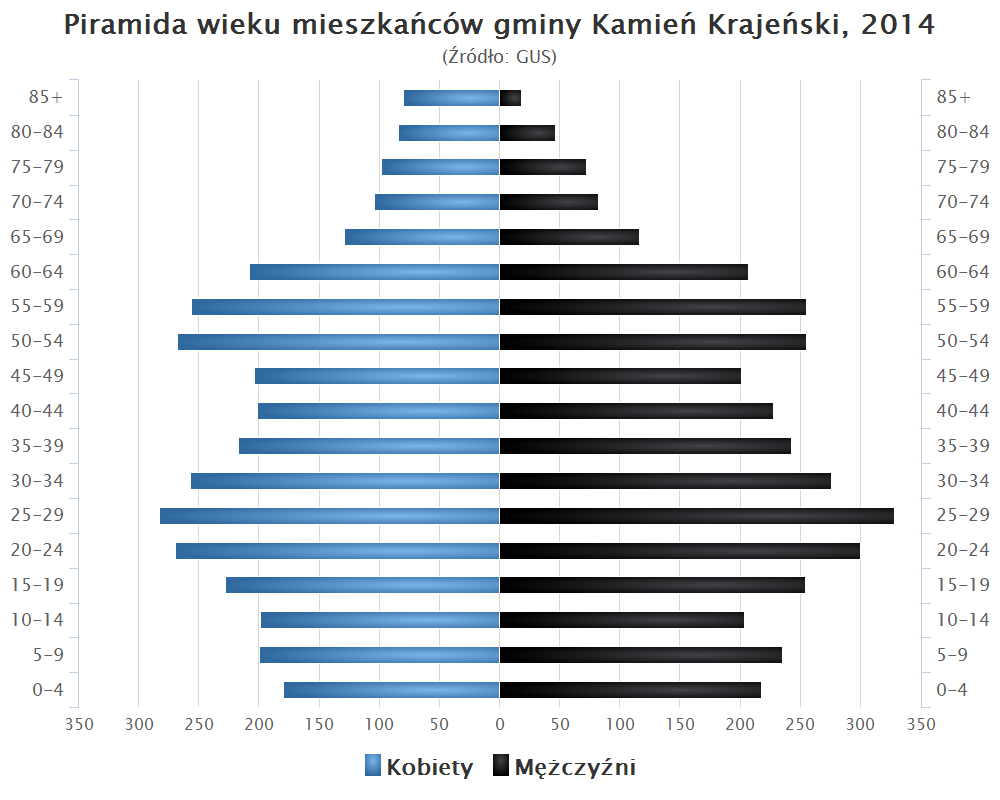
Piramida wieku mieszkańców gminy Kamień Krajeński w 2014 roku

Dane z 30 czerwca 2004:
| Opis                              | Ogółem | Ogółem | Kobiety | Kobiety | Mężczyźni | Mężczyźni |
| --------------------------------- | ------ | ------ | ------- | ------- | --------- | --------- |
| jednostka                         | osób   | %      | osób    | %       | osób      | %         |
| populacja                         | 6904   | 100    | 3466    | 50,2    | 3438      | 49,8      |
| gęstość zaludnienia (mieszk./km²) | 42,3   | 42,3   | 21,2    | 21,2    | 21,1      | 21,1      |

## Zabytki

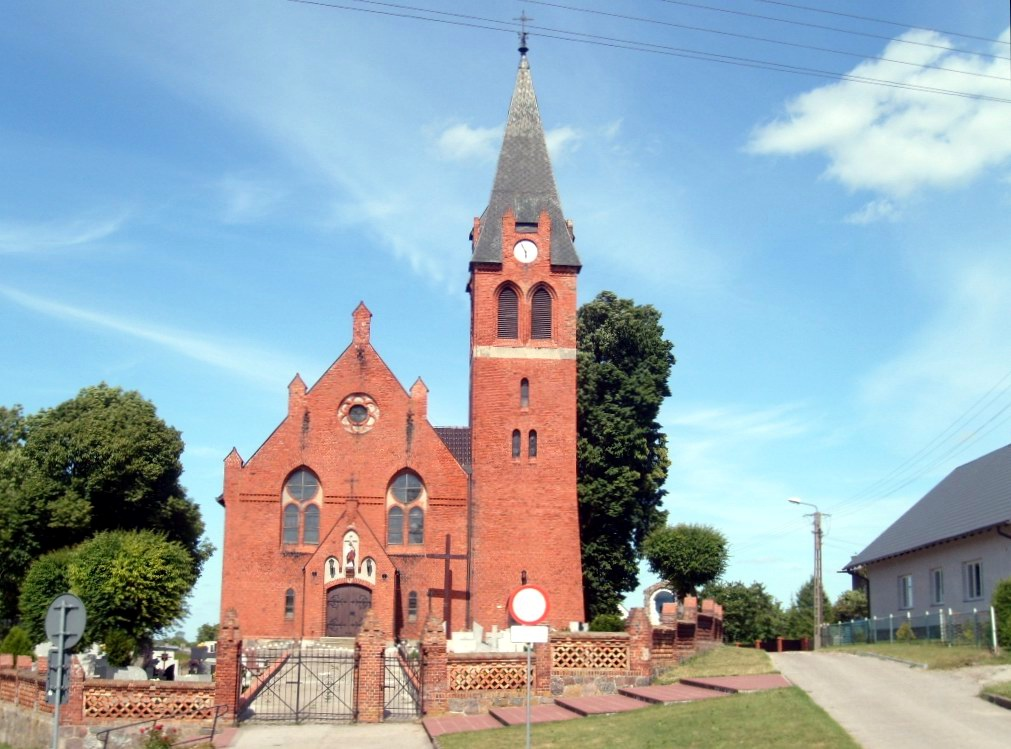
Kościół parafii pod wezwaniem św. Michała Archanioła w Dąbrówce

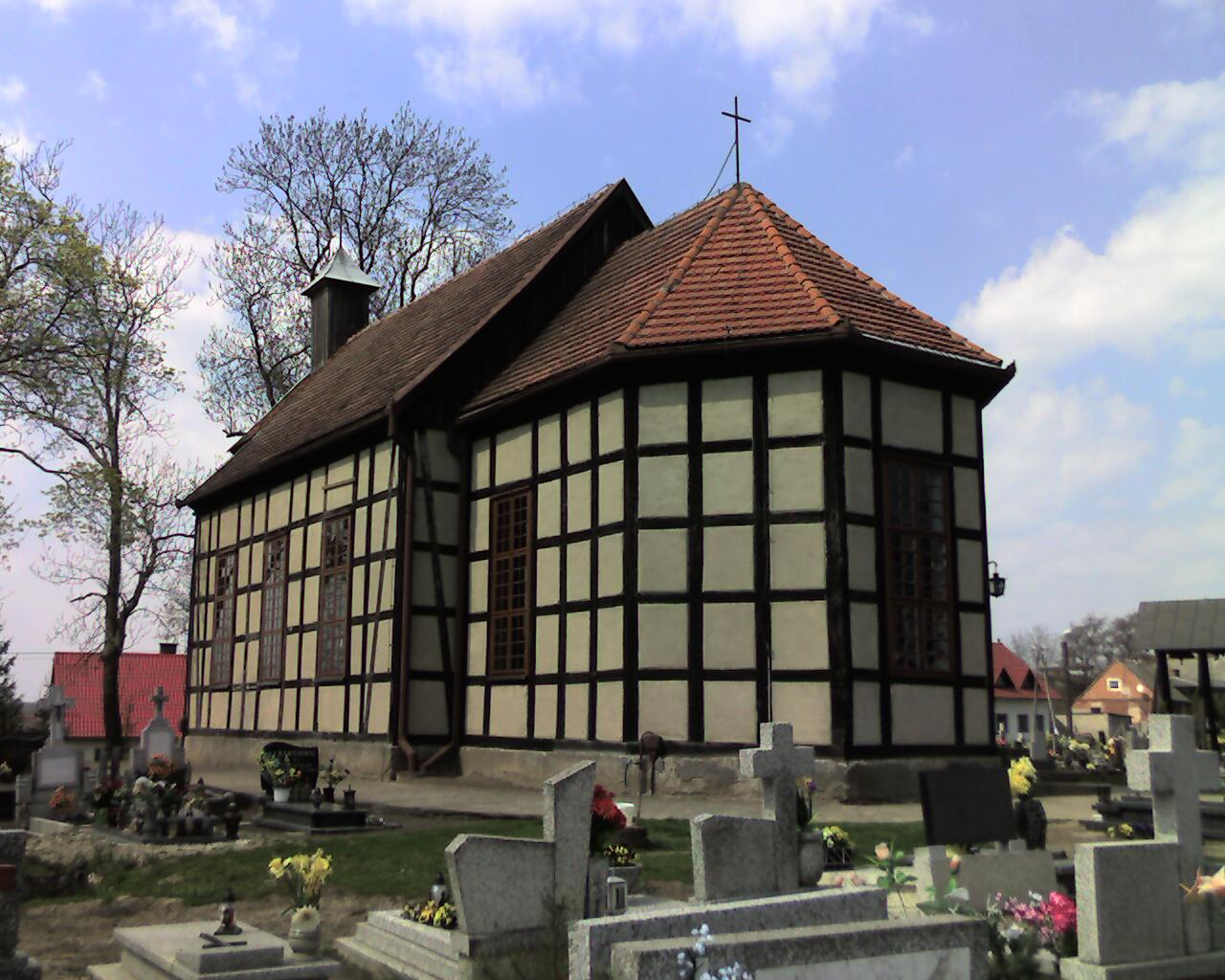
Kościół szachulcowy pod wezwaniem św. Wojciecha w Dużej Cerkwicy

Wykaz zarejestrowanych zabytków nieruchomych na terenie gminy:
- zespół kościelny parafii pod wezwaniem św. Michała Archanioła w Dąbrówce, obejmujący: kościół z lat 1898-1899; ogrodzenie z kostnicą, nr A/37/1-2 z 10.07.2001 roku
- zespół kościelny w Dużej Cerkwicy, obejmujący: szachulcowy kościół filialny pod wezwaniem św. Wojciecha z 1833 roku; cmentarz przykościelny; drewnianą dzwonnicę; murowane ogrodzenie, nr A/813/1-4 z 15.02.1993 roku
- kościół parafii pod wezwaniem św. Apostołów Piotra i Pawła z lat 1720-1726 w Kamieniu Krajeńskim, nr A/352/1 z 15.02.1993 roku
- mury miejskie Kamienia Krajeńskiego z XIV w., nr A/329/1 z 17.06.1992 roku
- kościół pod wezwaniem św. Apostołów Filipa i Jakuba z 1876 roku w Obkasie, nr A/800 z 05.07.1991 roku
- zespół dworski w Radzimiu, obejmujący: neogotycki dwór z 1867 roku; park, nr A/880 z 18.12.1981 roku
- zespół klasztorny bernardynów z lat 1746-1779 w Zamartem, obejmujący: kościół parafii pod wezwaniem Nawiedzenia Najświętszej Maryi Panny, o wystroju rokokowym (w krypcie zmumifikowane szczątki fundatora J. M. Grabowskiego); klasztor, obecnie dom księży emerytów, nr KOK 5/16 z 13.07.1936 roku
- zespół pałacowy z drugiej połowy XIX w. w Zamartem, obejmujący: pałac z 1871-1872; park; stajnię, obecnie spichrz z 1884; gorzelnię z 1885 roku, nr A/229/1-4 z 10.06.1987 roku.

## Sołectwa
Dąbrowa, Dąbrówka, Duża Cerkwica, Jerzmionki, Mała Cerkwica, Niwy, Nowa Wieś, Obkas, Orzełek, Płocicz, Radzim, Witkowo, Zamarte.

## Miejscowości niesołeckie
Jakubowo, Osady Jerzmionckie, Osady Zamarckie, Obkas-Młyn, Witkowo (leśniczówka), Witkowski Młyn.

## Sąsiednie gminy
Chojnice, Człuchów, Debrzno, Kęsowo, Sępólno Krajeńskie